# (2946) Muchachos
(2946) Muchachos es un asteroide perteneciente al cinturón de asteroides, descubierto el 15 de octubre de 1941 por Liisi Oterma desde el Observatorio de Iso-Heikkilä, en Turku, Finlandia.

## Designación y nombre
Designado provisionalmente como 1941 UV. Fue nombrado Muchachos en homenaje al pico rocoso más alto de la isla de La Palma, el Roque de los Muchachos.